# Schwedeneck
Schwedeneck (in danese Svenskerhjørnet) è un comune di 2 868 abitanti dello Schleswig-Holstein, in Germania.
Appartiene al circondario (Kreis) di Rendsburg-Eckernförde (targa RD) ed è parte della comunità amministrativa (Amt) di Dänischenhagen.